# Stubenberg (Austria)
Stubenberg è un comune austriaco 2 286 abitanti nel distretto di Hartberg-Fürstenfeld, in Stiria.